# Eric Garcetti
Eric Michael Garcetti (Los Ángeles, California, 4 de febrero de 1971) es un político, politólogo, experto en planeamiento urbanístico, relaciones internacionales y militar, actor y profesor estadounidense. Miembro del Partido Demócrata de los Estados Unidos. Entre los años 2002 y 2010 Ha sido miembro del Consejo Municipal de Los Ángeles del cual fue Presidente. Ha sido teniente de la Reserva Marina de la Armada de los Estados Unidos y también ha sido actor en series de éxito de la American Broadcasting Company y la Turner Network Television y miembro del Sindicato de Actores.
Fue el alcalde de Los Ángeles, desde 2013 hasta 2022, mandato que comenzó a partir del día 1 de julio, sucediendo al anterior alcalde Antonio Ramón Villaraigosa.

## Biografía

### Inicios y formación
Nacido en el Hospital Buen Samaritano de la ciudad de Los Ángeles el día 4 de febrero de 1971.
Su padre es el político Gil Garcetti de ascendencia italo-mexicano y su madre es Sukey Roth de ascendencia rusa y judía.
Durante su juventud se crio en el distrito de Encino del Valle de San Fernando de Los Ángeles.
Asistió a la UCLA Lab School y en secundaria a la Harvard-Westlake School.
Posteriormente realizó sus estudios universitarios en la Universidad de Columbia, licenciándose en el año 1992 en Ciencias políticas y Planeamiento urbanístico. En la Universidad fue miembro del consejo estudiantil, presidente de la sociedad literaria universitaria St. Anthony Hall, fundó una hermandad literaria y actuó durante tres años en El Show de Varsity donde llegó a escribir un musical basado en obras de Richard Rodgers, Oscar Hammerstein II y Lorenz Hart.
Seguidamente, realizó una maestría en Relaciones internacionales por la Escuela de Asuntos Internacionales y Públicos de la Universidad de Columbia, graduándose en 1993. Más tarde se trasladó a Inglaterra donde estudió un postgrado de la Rhodes Scholarship por el colegio The Queen's College (Oxford) y también por la Escuela de Economía y Ciencia Política de Londres.

### Trabajo
Eric Garcetti al haber finalizado sus estudios universitarios, comenzó trabajando como instructor visitante de Asuntos Internacionales de la Universidad del Sur de California, fue profesor asistente de la diplomacia y de asuntos internacionales en el Occidental College de Los Ángeles.
Todo su trabajo ha estado siempre centrado en el conflicto étnico y el nacionalismo, la cual ha llegado a vivir en el Sudeste Asiático y en el Norte de África.
Ha publicado numerosos artículos y capítulos de libros sobre las sociedades que salen de un conflicto como en el Estado de Eritrea, en los que trata de la acción directa y la no violencia.
También con estas labores pertenece como miembro a la junta de la organización no gubernamental Human Rights Watch (HRV).

## Carrera política
Entró  en el mundo de la política al ingresar en el Partido Demócrata de los Estados Unidos.
Al presentarse por primera vez a unas elecciones, consiguió ser elegido como miembro del Concejo Municipal de Los Ángeles por el distrito 13 comenzando el día 1 de julio del año 2001, siendo reelegido en 2005 y 2009.
Durante estos años el 1 de enero de 2006 sucedió al político Alex Padilla en el cargo de Presidente del Consejo Municipal donde fue reelegido entre 2007 y 2009 estando hasta el 12 de enero de 2012 siendo sucedido por Herb Wesson.
Como miembro del Partido Demócrata, a principios de la primavera del 2007, el presidente Barack Obama lo nombró Jefe de los demócratas del Sur de California y copresidente de seis estados de la Campaña presidencial de Barack Obama de 2008.
Viajó a los estados de Iowa, Nevada y otros seis más, trabajando en las campañas en los idiomas de inglés y español.
Fue superdelegado durante la Convención Nacional Demócrata de 2008 y elegido presidente del grupo de funcionarios municipales demócratas, en la organización afiliada al Comité Nacional Demócrata (CND) que representan a todos los demócratas locales electos en los Estados Unidos.

### Alcalde de Los Ángeles
Mientras ocupaba el cargo de presidente del consejo municipal, el día 8 de septiembre del 2011 anunció públicamente su candidatura a la Alcaldía de Los Ángeles.
Tras las elecciones municipales de la segunda vuelta celebradas el 21 de mayo de 2013, Garcetti logró la victoria electoral con un 53,9% de los votos consiguiendo derrotar a la candidata Wendy Greuel y suceder al anterior alcalde Antonio Ramón Villaraigosa.
Fue investido como nuevo Alcalde de Los Ángeles cuyo mandato comenzó el día 1 de julio.
Garcetti fue reelecto para un segundo término el 7 de marzo de 2017.

## Militar

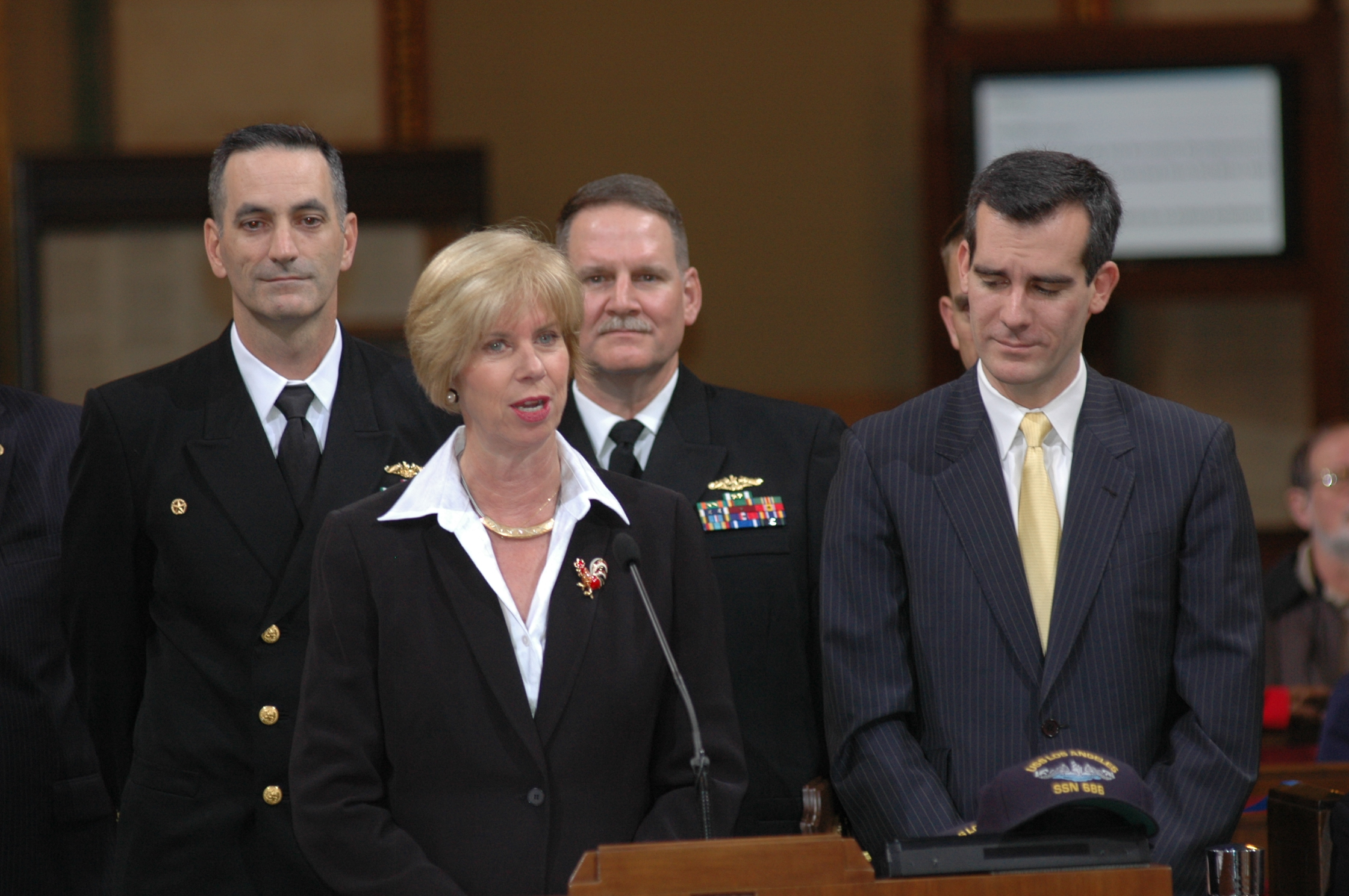
En un acto de la Armada de los Estados Unidos en 2010.

Eric Garcetti, desde hace numerosos años pertenecía al ejército de la Reserva Marina de la Armada de los Estados Unidos, del cual al cabo del tiempo ascendió al rango militar de Teniente y a su vez también formaba parte del servicio de inteligencia de la armada estadounidense, cuyos cargos militares finalizaron en el año 2013 debido a su elección como alcalde de la ciudad de Los Ángeles.

## Televisión

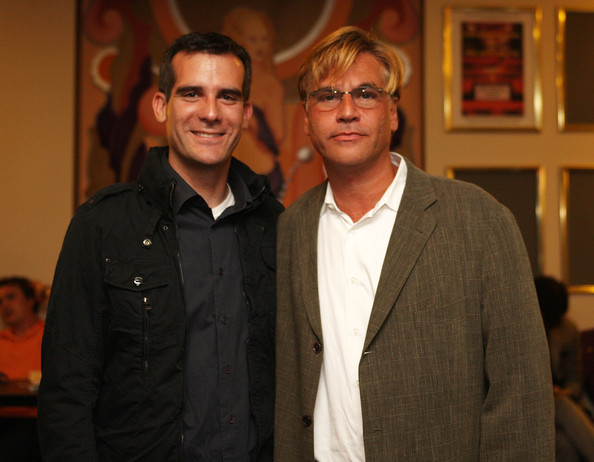
Garcetti junto al guionista, escenógrafo y productor Aaron Sorkin.

Además de su labor política y militar, Eric Garcetti se dedica al mundo de la interpretación.
Desde el año 2010 interpretaba un papel en la telenovela de la ABC, All My Children.
Entre 2010 y 2012 tuvo un importante papel como alcalde de Los Ángeles ficticio en la serie The Closer y en el spin-off policíaco Major Crimes, ambas de Turner Network Television (TNT).
También es miembro del Sindicato de Actores (Screen Actors Guild, SAG), en el que representa a actores y extras estadounidenses.

### Filmografía
- (2010), All My Children.
- (2010-2012), The Closer.
- (2012-2013), Major Crimes.

## Vida privada

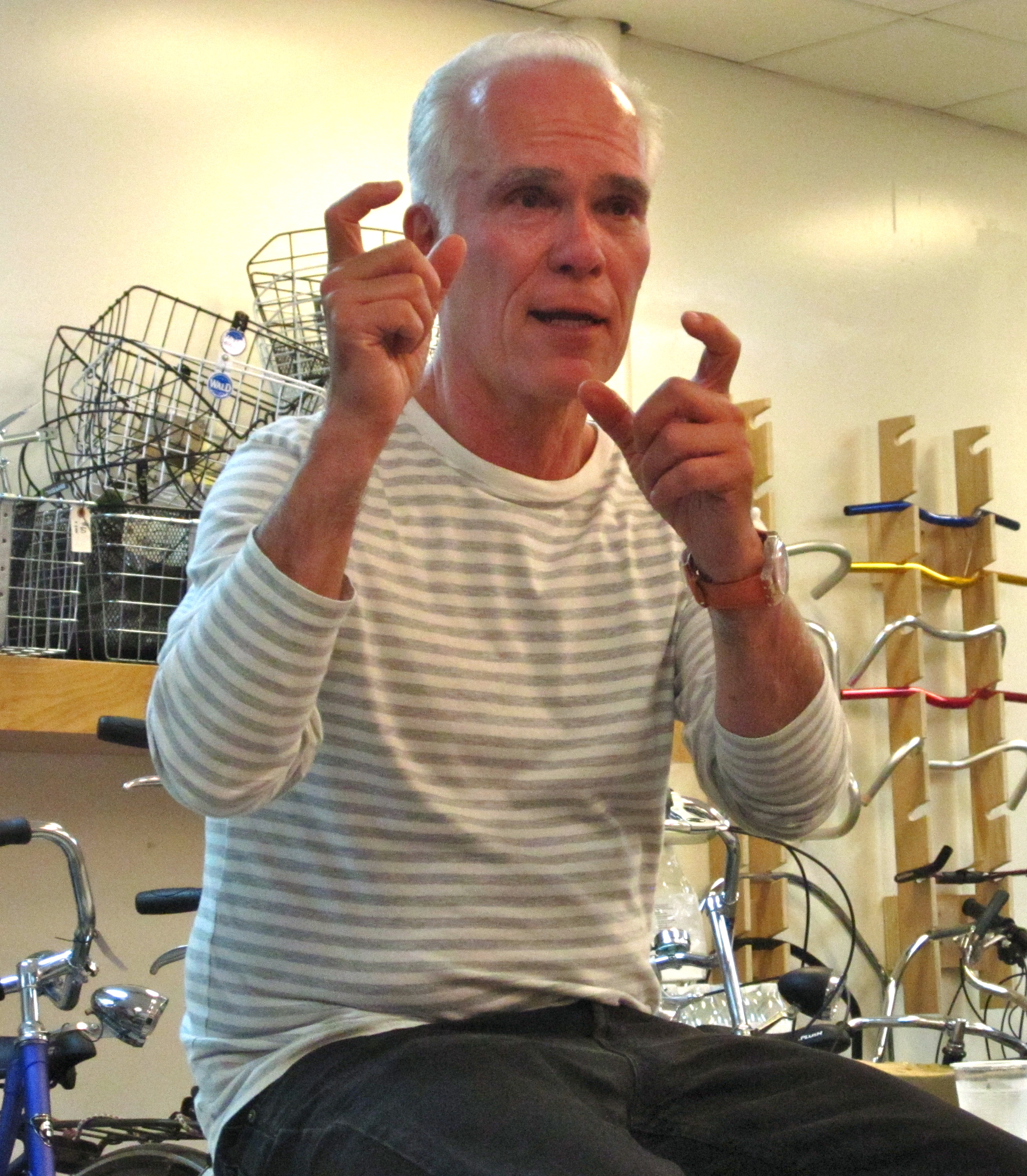
Gil Garcetti, (padre de Eric).

Hijo del político, fiscal y productor de televisión Gil Garcetti de ascendencia italo-mexicano que fue Fiscal del Condado de Los Ángeles y actual productor de la Turner Network Television y su madre Sukey Roth de ascendencia rusa y judía.
Su abuelo paterno Salvador Garcetti, nació en México y cuando era un niño fue traído a Estados Unidos por su padre Massimo Garcetti que nació en Italia que era un juez y fue ahorcado durante la Revolución mexicana.
Su abuela paterna Juanita Iberri nació en Arizona y era hermana de 19 hijos cuyos padres eran emigrantes que provenían del estado mexicano de Sonora.
Su abuelo materno Harry Roth era un inmigrante judío proveniente de Rusia y fue el fundador de la marca de ropa Louis Roth & Co.
Eric Garcetti se crio en el distrito de Encino (California).
Desde su juventud se convirtió en un gran aficionado a la fotografía y también su afición a la música le ha llevado a ser pianista de jazz y compositor.
En enero de 2009, se casó con Amy Elaine Wakeland con la que tiene una hija.
En cuanto a  religión pertenece al judaísmo, siendo actualmente miembro de la congregación judía post-denominacional IKAR fundada por el rabino estadounidense Sharon Brous.